# واسیلی سوم
واسیلی سوم (به روسی: Василий III) (۲۵ مارس ۱۴۷۹ – ۳ دسامبر ۱۵۳۳) شاهزاده بزرگ مسکو و فرمانروای تمام روس از سال ۱۵۰۵ تا زمان مرگش در ۱۵۳۳ میلادی بود. او پیشتر از سال ۱۵۰۲ به‌طور مشترک با پدر پیرش ایوان سوم بر شاهزاده‌نشین بزرگ مسکو حکومت می‌کرد. واسیلی سوم سیاست توسعهٔ عرضی و کشورداری پدرش را ادامه داد و موفق شد در عرض یک دهه، آخرین شاهزاده‌نشین‌های کهن و مستقل روس را ضمیمهٔ قلمرو مسکووی کند. او پدر ایوان مخوف نخستین تزار تمام روسیه و بنیان‌گذار روسیه تزاری بود.

## زندگی‌نامه
واسیلی سوم در سال ۱۴۷۹ به دنیا آمد. او پسر ایوان سوم ملقب به «ایوان کبیر» و سوفیا پالایولوگینا شاهدخت بیزانسی بود. واسیلی در سال ۱۵۰۵ پس از مرگ پدرش جانشین وی شد. او فرمانروایی حیله‌گر بود و با همان حربهٔ اسلافش، یعنی متهم کردن رقیبان ضعیف‌تر به توطئه علیه خود، شاهزادگان بزرگ ریازان و سیورسک را متهم به دسیسه و املاک آنها را توقیف کرد. بدین ترتیب او از سال ۱۵۱۷ تا ۱۵۲۳، قلمروهای شاهزاده‌نشین ریازان و سیورسک را ضمیمهٔ قلمرو مسکووی کرد و موفق شد آخرین شاهزاده‌نشین‌های کهن و مستقل روس را با شاهزاده‌نشین بزرگ مسکو یکی کند.
هفت سال قبل‌تر در ۲۴ ژانویه ۱۵۱۰، جمهوری پسکوف آخرین جمهوری کهن و مستقل روس، از منشور و ناقوس مجلس خود که به مسکو فرستاده شده بود، محروم شد و فرمانداران تابع مسکو برای حکومت بر آنجا منصوب شدند. یکی دیگر از دستاوردهای بزرگ واسیلی سوم، پیروزی بر پادشاهی لهستان بود. او از موقعیت دشوار سیگیسمونت یکم پیر پادشاه لهستان برای تصرف اسمولنسک که دژی بزرگ و بسیار مهم در شرق لهستان بود استفاده و آن را در سال ۱۵۱۴ فتح کرد. وی برای انجام این کار از کمک کنیاز میخائیل گلینسکی که یک شورشی لیتوانیایی بود و توپخانه و مهندسانی از اروپای غربی در اختیار او قرار داد، استفاده کرد.
از دست دادن اسمولنسک نخستین آسیب جدی بود که در تاریخ روسیه به لهستان وارد کرد و سیگیسمونت یکم سرانجام در آتش‌بس ۱۵۲۲ آن شهر را به روسیه واگذار کرد. در شرق، مقابلهٔ واسیلی سوم با تاتارها نیز به همان اندازه موفق بود. اگرچه در سال ۱۵۱۹ او مجبور شد برای سقوط نکردن مسکو، به محمد یکم گرای خان کریمه، باج بدهد. با این وجود، در اواخر دورهٔ سلطنت واسیلی سوم نفوذ روسیه بر منطقه ولگا برقرار شده بود و او در سال ۱۵۳۰ جان‌علی خان را بر تخت خانات کازان نشاند. واسیلی سوم همانند پدرش ایوان، از لقب تزار و عقاب دو سر بیزانسی استفاده می‌کرد. وی از همسر دومش یلنا گلینسکایا که در سال ۱۵۲۶ با او ازدواج کرد، صاحب پسری به نام ایوان شد که پس از مرگش با عنوان ایوان چهارم جانشین او گشت.